# 商平路
商平路（英文：Shangping Road），是中国广东省汕头市金平区的一条街道，东与外马路相接，北至韩江边。前一段东西向，后段南北向。民国17年(1928年)始筑。1986年从外马路口至永泰路口段及杉排路口至韩江边路段，筑成混凝土路面。

## 交会道路
- 至平路
- 镇邦路
- 安平路
- 永泰路
- 升平路
- 杉排路